# Priorvespa longiceps
Priorvespa longiceps är en getingart som beskrevs av Carpenter 1990. Priorvespa longiceps ingår i släktet Priorvespa och familjen getingar. Inga underarter finns listade i Catalogue of Life.